# خن

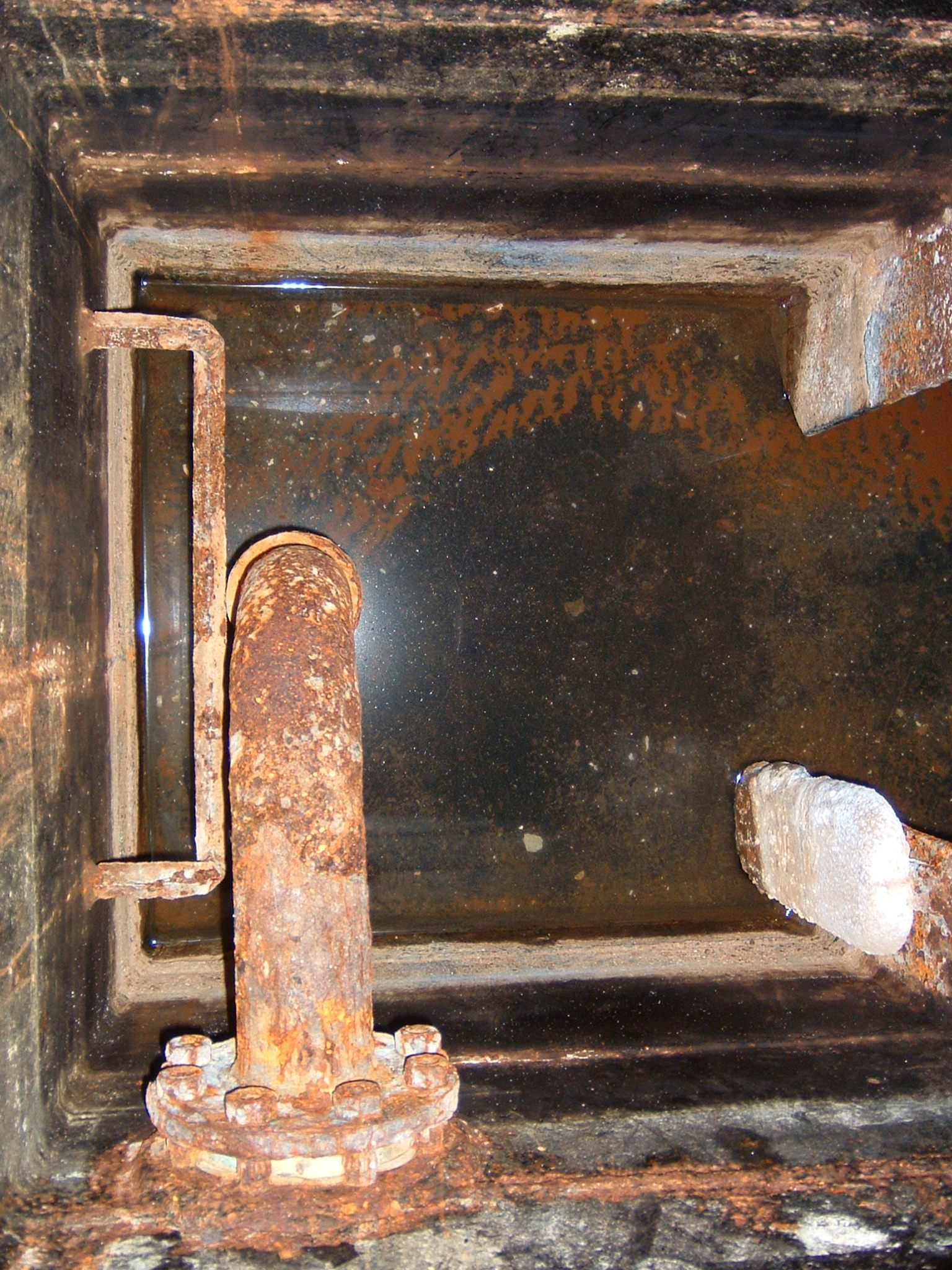

خَن اتاقکی است در ته بدنه یک کشتی یا قایق که در آن آب جمع می‌شود تا بعداً بتوان آن را به بالا پمپ کرد.
از آب خن برای آتش‌نشانی هم استفاده می‌شود.
در بسیاری از کشتی‌ها، آب و روغن در خن‌ها آمیخته می‌شود و به هنگام تمیز کردن خن، تخلیه این آمیزه در دریاها باعث آلودگی می‌شود.
امروزه به کار بردن دستگاه جداساز آب و روغن در موتورخانه کشتی‌ها در سطح بین‌المللی الزامی شده تا آب خن پیش از ریختن به دریا تمیز شود.